# فيلي سميث (لاعب كرة قاعدة أمريكي)
فيلي سميث (بالإنجليزية: Willie Smith)‏ هو لاعب كرة قاعدة أمريكي، ولد في 11 فبراير 1939 في أننيستون في الولايات المتحدة، وتوفي بنفس المكان في 16 يناير 2006.

## وصلات خارجية
- فيلي سميث (لاعب كرة قاعدة أمريكي) على موقع الدوري الياباني لكرة القاعدة (الإنجليزية)
- فيلي سميث (لاعب كرة قاعدة أمريكي) على موقعبيزبول رفرنس.كوم (الدوري الرئيسي) (الإنجليزية)
- فيلي سميث (لاعب كرة قاعدة أمريكي) على موقع إي إس بي إن.كوم (أم.أل.بي) (الإنجليزية)
- فيلي سميث (لاعب كرة قاعدة أمريكي) على موقع مشجعي الرسوم البيانية (الإنجليزية)